# Cylindraspis indica
La tortuga gigante de La Reunión (Cylindraspis indica) es una especie extinta de tortuga gigante de la familia Testudinidae. Era endémica de la isla La Reunión en el océano Índico.
Esta tortuga gigante fue numerosa en el siglo XVII y principios del XVIII. Fueron sacrificadas en gran número por marineros europeos y finalmente se extinguieron en la década de 1840.

## Descripción
La tortuga gigante de Reunión tenía entre 50 y 110 cm de largo. Era la especie de tortuga gigante Cylindraspis más grande de las islas Mascareñas. Era aproximadamente del mismo tamaño que las tortugas gigantes modernas de Aldabra y las tortugas gigantes de Galápagos, aunque era un animal más alargado.
Tenía patas largas y un cuello largo que sostenía una cabeza grande con mandíbulas poderosas y fuertemente aserradas. La especie era sexualmente dimórfica, ya que los machos eran notablemente más grandes que las hembras.
También era una especie muy variable. Surge un problema al identificar esta especie porque parece que hubo variantes abovedadas y variantes con respaldo de silla de montar.

## Distribución
Esta especie era endémica de La Reunión. En esta isla, naturalmente, era extremadamente numerosa, y sus vastos rebaños desempeñaban un papel importante en la salud y el rejuvenecimiento de los bosques de la isla.

### Extinción

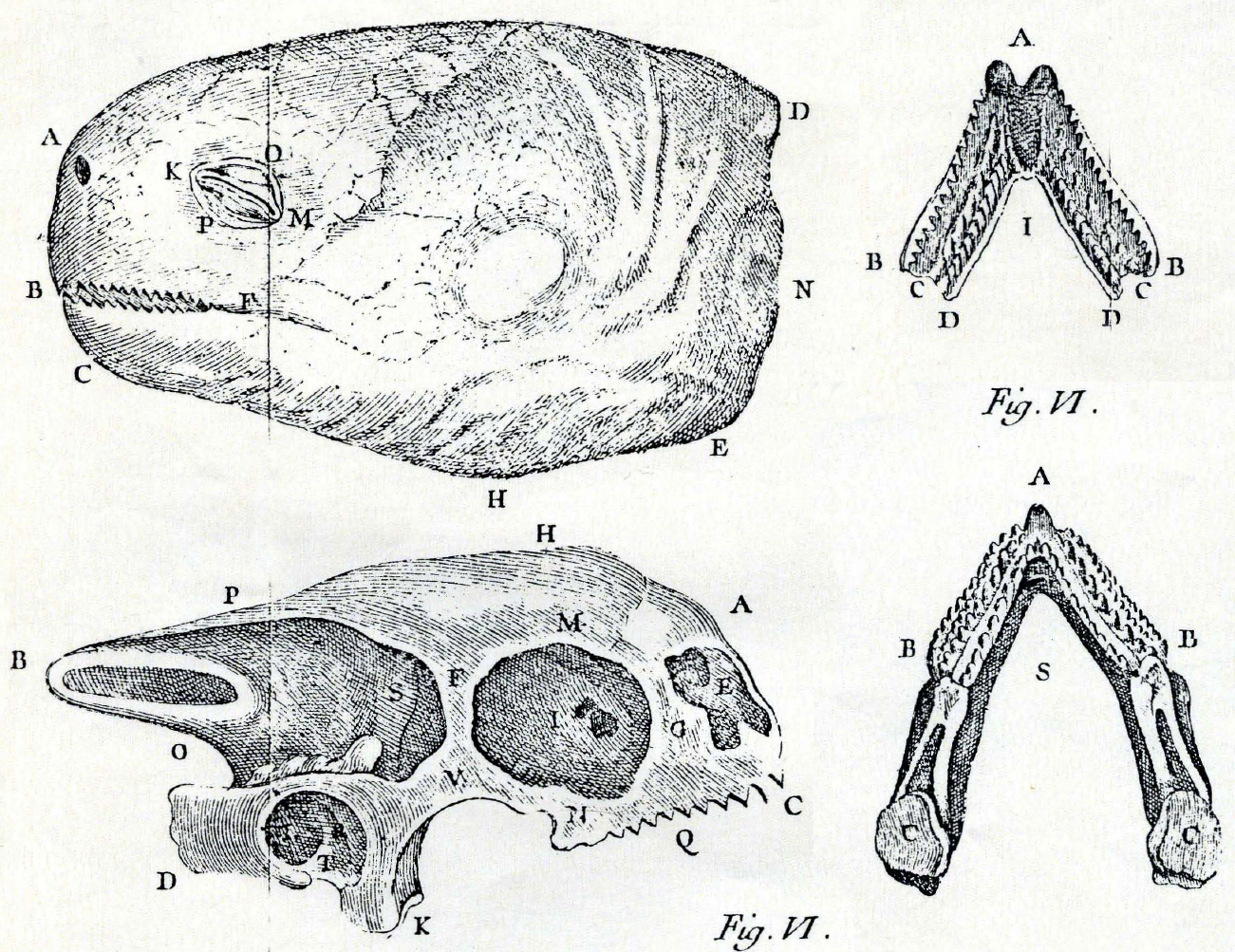
Ilustración de la cabeza cortada y el cráneo de un espécimen de 1737

Estas tortugas gigantes eran muy amigables, curiosas y no temían a los humanos. Fueron, por lo tanto, presa fácil para los primeros habitantes de la isla, y fueron sacrificados en gran número para ser quemadas y así obtener grasa y aceite o para ser utilizadas como alimento (para humanos o cerdos). También se apilaron grandes cantidades en las bodegas de los barcos que pasaban como suministros de alimentos para viajes por mar.
Además, especies invasoras, como cerdos, gatos y ratas, destruyeron los huevos y las crías de las tortugas gigantes.
Las poblaciones costeras fueron diezmadas por completo en el siglo XVIII. Se presumió extinta en gran parte de la isla desde 1800, con el último ejemplar observado en el Alto Cilaos. Los últimos animales sobrevivieron en las tierras altas hasta la década de 1840.